# Wiskunde Kangoeroe
De Wiskunde Kangoeroe, ook wel gewoon Kangoeroe of W4 Kangoeroe genoemd, is een reken- en wiskundewedstrijd voor basis- en middelbare scholen. De wedstrijd wordt jaarlijks wereldwijd georganiseerd. Overal ter wereld wordt alles op dezelfde dag ingevuld; alleen in uitzonderlijke omstandigheden, zoals vakanties, kan in een land of regio worden afgeweken van deze datum.
Leerlingen kunnen in Nederland vanaf groep 3 en in België vanaf het eerste leerjaar van de basisschool deelnemen. Er zijn vijf verschillende niveaus. Leerlingen mogen in sommige landen ook in tweetallen deelnemen. Ze kunnen dan wel prijzen winnen, maar niet doorgaan naar de volgende ronde of landelijk eerste worden. Voor ongeveer een derde van de deelnemers zijn er prijzen beschikbaar die via de scholen worden verdeeld. 

## Geschiedenis

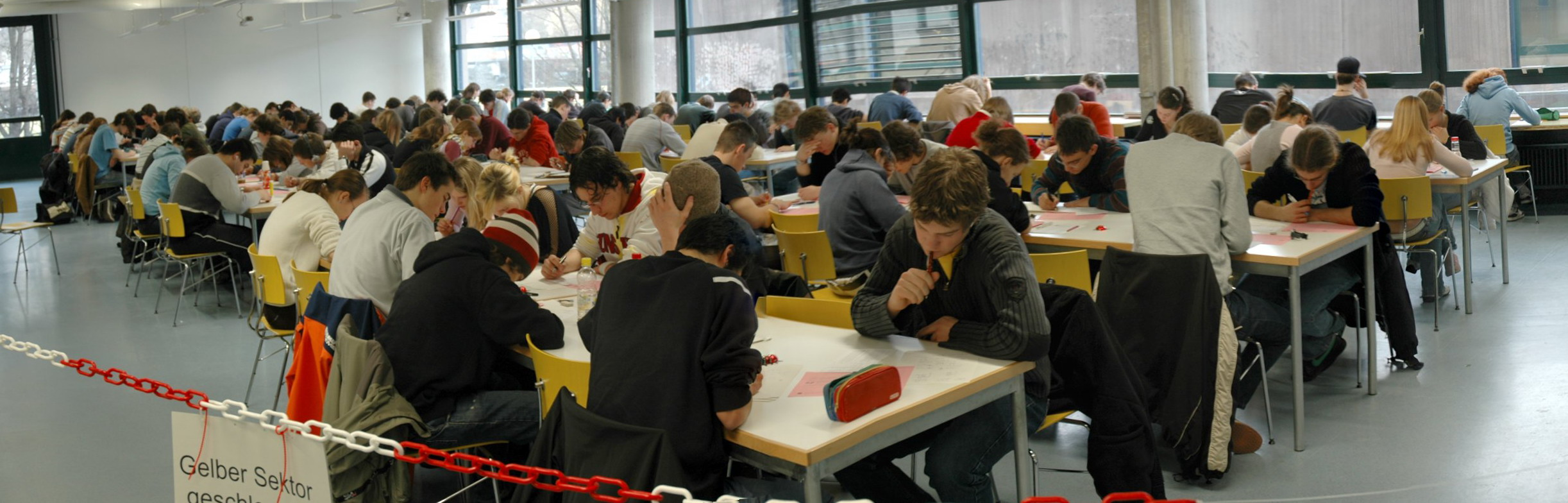
Leerlingen tijdens de Wiskunde Kangoeroe in Duitsland (2006)

In 1980 werd in Australië voor het eerst zo'n soort wiskundewedstrijd georganiseerd. Het succes inspireerde enkele Franse wiskundigen om ook zoiets te doen. In de zomer van 1994 is de organisatie van de Kangoeroe in Frankrijk gestart. Als eerbetoon noemden ze hun wedstrijd Kangourou. In Nederland heet de wedstrijd Wereld Wijde Wiskunde Wedstrijd Kangoeroe, afgekort tot W4 Kangoeroe.
In 2016 deden er 6,5 miljoen scholieren mee uit 60 landen.

## Wedstrijd
De Wiskunde Kangoeroe wordt ook in Vlaanderen en Nederland georganiseerd. Elke leerling vult zijn vragenblad in op dezelfde dag, en alle leerlingen van eenzelfde school moeten hun vragenblad ook invullen op hetzelfde tijdstip. Die vragenbladen bestaan uit 12, 24 of 30 meerkeuzevragen. Voor elke vraag zijn er 5 antwoordmogelijkheden, en naarmate men vordert worden de vraagstukken ook steeds uitdagender. Nederlandse leerlingen die een hoge score behalen, worden uitgenodigd voor de tweede ronde van de Nederlandse Wiskunde Olympiade of voor de Junior Wiskunde Olympiade. Sinds 2014 is er ook een SMARTfinale voor de beste 30 leerlingen van groep 7 en beste 30 van groep 8 van de basisschool.

## Organisatie
Elke school neemt afzonderlijk deel aan de Kangoeroe. In Nederland wordt de Kangoeroewedstrijd georganiseerd door de Stichting Wiskunde Kangoeroe. In Vlaanderen wordt Kangoeroe georganiseerd door de Vlaamse Wiskunde Olympiade vzw.